# Jagiellonia Białystok w sezonie 1992/1993

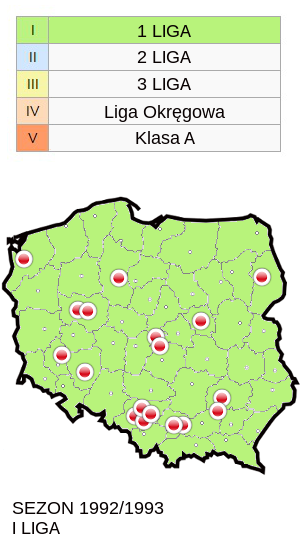
BOZPN - Zespoły występujące w I lidze w sezonie 1992/93

Jagiellonia Białystok przystąpiła do rozgrywek I ligi oraz Pucharu Polski od III rundy.

## I poziom rozgrywkowy
Białostoczanie po raz drugi w swojej historii awansowali do grona pierwszoligowców, niestety tym razem Jagiellonia okazała się zbyt słaba na I ligę. Po dość dobrze zapowiadającym się początku, wygranej w 2 kolejce z Legią Warszawa i remisie na wyjeździe z Olimpią Poznań zespół doznał serii porażek i na koniec rundy jesiennej zajął ostatnie miejsce z 5 zdobytymi punktami. Runda wiosenna nie była lepsza, w sumie „Jaga” wiosną zdobyła 4 punkty, w całym sezonie 2 zwycięstwa, 5 remisów i 27 porażek. Zespół praktycznie nie dokonał większych transferów przed sezonem, a młodzi gracze jak Citko, Bogusz, Piekarski, Chańko czy Frankowski nie byli w stanie zatrzymać Jagiellonii przed spadkiem.
Na skutek zmian ustrojowych i złej sytuacji gospodarczej z finansowania Jagiellonii wycofały się przedsiębiorstwa budowlane. Skończyły się także subwencje państwowe oraz wsparcie ze strony lokalnych władz. Klub pomimo sprzedaży wielu zawodników oraz basenu przy ul. Mickiewicza popadł w ogromne zadłużenie i stał przez widmem bankructwa. Brak sukcesów sportowych oraz nie najlepsze zarządzanie było powodem wielu napięć i zmian w zarządzie.
  
Dnia 7 grudnia 1992 roku na walnym zebraniu sprawozdawczo-wyborczym postanowiono rozpocząć prace organizacyjne nad przekształceniem klubu w spółkę akcyjną. Przyjęto nowy statut, zmieniono nazwę z MKSB na BKS (Białostocki Klub Sportowy), wyłoniono nowy zarząd: prezes - Andrzej Pietrzyk, w-ce prezesi - Sławomir Bakun i Andrzej Karpowicz.  Oprócz profesjonalizacji klubu najważniejszym celem zarządu było ustabilizowanie sytuacji finansowej i pozyskanie sponsorów.
Puchar Polski

Jagiellonia pokonała w III rundzie pokonała (na wyjeździe) Olimpię Elbląg 1:5, następnie rundzie uległa Polkolorowi Piaseczno 4:1.

## Końcowa tabela I ligi
| Lp. | Drużyna               | M  | Z  | R  | P  | Bramki | Bramki | Różn. | Pkt. | Uwagi          |
| --- | --------------------- | -- | -- | -- | -- | ------ | ------ | ----- | ---- | -------------- |
| 1   | Lech Poznań           | 34 | 17 | 13 | 4  | 70     | 29     | +41   | 47   | Puchar Europy  |
| 2   | Legia Warszawa        | 33 | 20 | 7  | 6  | 50     | 26     | +24   | 47   | (*)            |
| 3   | ŁKS Łódź              | 33 | 18 | 11 | 4  | 53     | 32     | +21   | 47   | (*)            |
| 4   | Ruch Chorzów          | 34 | 19 | 6  | 9  | 52     | 27     | +25   | 44   |                |
| 5   | Widzew Łódź           | 34 | 16 | 11 | 7  | 60     | 42     | +18   | 43   |                |
| 6   | Stal Mielec           | 34 | 12 | 15 | 7  | 41     | 28     | +13   | 39   |                |
| 7   | Pogoń Szczecin        | 34 | 15 | 9  | 10 | 35     | 33     | +2    | 39   |                |
| 8   | GKS Katowice          | 34 | 13 | 11 | 10 | 37     | 35     | +2    | 38   | PZP            |
| 9   | Górnik Zabrze         | 34 | 11 | 13 | 10 | 43     | 40     | -7    | 35   |                |
| 10  | Wisła Kraków          | 34 | 12 | 10 | 11 | 49     | 37     | +12   | 34   |                |
| 11  | Siarka Tarnobrzeg     | 34 | 11 | 9  | 14 | 39     | 42     | -3    | 31   |                |
| 12  | Zagłębie Lubin        | 34 | 10 | 10 | 14 | 48     | 41     | +7    | 30   |                |
| 13  | Zawisza Bydgoszcz     | 34 | 12 | 6  | 16 | 41     | 60     | -19   | 30   |                |
| 14  | Hutnik Kraków         | 34 | 8  | 13 | 13 | 40     | 46     | -6    | 29   |                |
| 15  | Szombierki Bytom      | 34 | 8  | 7  | 19 | 31     | 59     | -28   | 23   | Spadek II Liga |
| 16  | Śląsk Wrocław         | 34 | 9  | 5  | 20 | 33     | 74     | -41   | 23   | Spadek II Liga |
| 17  | Olimpia Poznań        | 34 | 7  | 7  | 19 | 27     | 49     | -22   | 21   | Spadek II Liga |
| 18  | Jagiellonia Białystok | 34 | 2  | 5  | 27 | 28     | 91     | -63   | 9    | Spadek II Liga |

- W związku z podejrzeniami o niesportową postawę w trakcie rozgrywek, unieważniono wyniki meczów Wisła Kraków - Legia Warszawa (było 0:6, sędzia: Marian Dusza) oraz ŁKS Łódź - Olimpia Poznań (było 7:1, sędzia Michał Listkiewicz) ostatniej kolejki spotkań. Karnie nie dopuszczono zespołów Legii i ŁKS do gry w europejskich pucharach.

## Skład, statystyka, transfery
| Nr | Zawodnik              | Poz. | Data ur.   | Wz.  | Mecze | Br. | Transfer z/do                                          | Ostatni klub             |
| -- | --------------------- | ---- | ---------- | ---- | ----- | --- | ------------------------------------------------------ | ------------------------ |
|    | Mirosław Dymek w      | BR   | 25.02.1970 | 1,91 | 9     | 0   |                                                        | (wychowanek)             |
|    | Andrzej Heller        | BR   | 2.11.1964  | 1,80 | 25    | 0   |                                                        | MZKS Wasilków            |
|    | Marek Sawicki         | BR   | 22.03.1973 | 1,82 | 0     | 0   |                                                        | Jagiellonia II Białystok |
|    | Daniel Bogusz w       | OB   | 21.09.1974 | 1,80 | 26    | 1   | 91(j) z drużyny rezerw                                 | (wychowanek)             |
|    | Bartosz Jurkowski w   | OB   | 30.03.1974 | 1,84 | 28    | 1   | 90(j) z drużyny rezerw                                 | (wychowanek)             |
|    | Jacek Chańko w        | OB   | 25.01.1974 | 1,85 | 25    | 1   |                                                        | (wychowanek)             |
|    | Marcin Manelski       | OB   | 24.09.1971 | 1,80 | 28    | 0   |                                                        | Włókniarz Białystok      |
|    | Jarosław Bartnowski w | OB   | 26.11.1963 | 1,77 | 26    | 0   |                                                        | AZS-AWF Warszawa         |
|    | Dariusz Ostaszewski w | OB   | 21.10.1969 | 1,80 | 2     | 0   |                                                        | (wychowanek)             |
|    | Adam Struczewski w    | OB   | 22.02.1974 | 1,83 | 6     | 0   | 92(j) z drużyny rezerw                                 | (wychowanek)             |
|    | Dariusz Drągowski w   | PO   | 3.10.1970  | 1,77 | 7     | 0   |                                                        | (wychowanek)             |
|    | Janusz Szugzda w      | PO   | 14.10.1962 | 1,80 | 27    | 3   |                                                        | Gwardia Warszawa         |
|    | Robert Grzanka        | PO   | 6.09.1962  | 1,74 | 13    | 0   |                                                        | Górnik Zabrze            |
|    | Piotr Zajączkowski    | PO   | 8.03.1966  | 1,73 | 24    | 0   |                                                        | Broń Radom               |
|    | Mariusz Piekarski w   | PO   | 22.03.1975 | 1,76 | 7     | 1   | 92(j) z drużyny rezerw                                 | (wychowanek)             |
|    | Mariusz Kulhawik w    | PO   | 5.07.1971  | 1,75 | 7     | 1   | 92(j) z drużyny rezerw · po sezonie do MZKS Wasilków   | (wychowanek)             |
|    | Siergiej Jasinskij    | PO   | 7.01.1965  | 1,77 | 4     | 0   | 92(j) z Lokomotiw Witebsk · 93(w) do Lokomotiw Witebsk | Lokomotiw Witebsk        |
|    | Grzegorz Puchacz w    | PO   | 26.05.1970 | 1,78 | 3     | 0   | 92(j) z drużyny rezerw · po sezonie do MZKS Wasilków   | (wychowanek)             |
|    | Grzegorz Szeliga      | NA   | 22.02.1968 | 1,86 | 14    | 2   | 92(j) z Gwardia Warszawa · 93(w) do Wisła Kraków       | Gwardia Warszawa         |
|    | Samuel Tomar w        | NA   | 11.08.1973 | 1,80 | 8     | 0   | 92(w) z drużyny rezerw                                 | (wychowanek)             |
|    | Sławomir Głębocki     | NA   | 8.12.1970  | 1,75 | 17    | 2   |                                                        | Jagiellonia II Białystok |
|    | Tomasz Giedrojć       | NA   | 24.09.1969 | 1,77 | 19    | 1   |                                                        | Wigry Suwałki            |
|    | Marek Citko           | NA   | 27.03.1974 | 1,77 | 21    | 2   |                                                        | Jagiellonia II Białystok |
|    | Ryszard Ostrowski     | NA   | 19.04.1968 | 1,70 | 34    | 4   |                                                        | Mazur Ełk                |
|    | Tomasz Frankowski w   | NA   | 16.08.1974 | 1,72 | 9     | 1   | 92(w) z drużyny rezerw                                 | (wychowanek)             |
|    | Zbigniew Szugzda w    | NA   | 29.03.1970 | 1,90 | 13    | 2   | 92(j) z MZKS Wasilków                                  | MZKS Wasilków            |
|    | bramka samobójcza     |      |            |      |       | 1   |                                                        |                          |
|    | Wiktor Sokol          | NA   | 5.12.1954  | 1,80 | 0     | 0   | 92(j) do Dynamo Mińsk                                  | Dynamo Mińsk             |
|    | Andrzej Ambrożej      | OB   | 20.09.1965 | 1,76 | 17    | 5   | 83(w) do ŁKS Łódź                                      | Jagiellonia II Białystok |
|    | Wiesław Romaniuk      | PO   | 10.01.1963 | 1,75 | 5     | 3   | 92(j) wyjazd za granicę                                | Włókniarz Białystok      |
|    | Marek Witkowski       | PO   | 12.09.1970 | 1,78 | 0     | 0   | 92(j) do Jeziorak Iława                                | Jagiellonia II Białystok |
|    | Siergiej Sołodownikow | NA   | 2.11.1958  | 1,72 | 2     | 0   | 93(w) do Niemen Grodno                                 | Chemik Grodno            |
|    | Piotr Dobrowolski w   | OB   | 29.01.1974 | 1,84 | 0     | 0   | 92(j) do drużyny rezerw                                | (wychowanek)             |

## Mecze
| Mecze i wyniki | Mecze i wyniki        | Mecze i wyniki   | Mecze i wyniki | Mecze i wyniki | Mecze i wyniki     | Mecze i wyniki | Mecze i wyniki                                   | Poz w lidze. | Poz w lidze. | Poz w lidze. |
| Lp. | Data                  | Rozgrywki        | F.             | D/W            | Przeciwnik         | Wynik          | Strzelcy bramek                                  | M.           | P.           | Br.          |
| --- | --------------------- | ---------------- | -------------- | -------------- | ------------------ | -------------- | ------------------------------------------------ | ------------ | ------------ | ------------ |
| 1 911139 | 08.08.1992 Białystok  | I Liga - 1 kol.  | 6000           | D              | Zagłębie Lubin     | 1:2            | Ambrożej 41'(k)                                  | 10           | 0            | 1:2          |
| 2 31 | 12.08.1992 Elbląg     | PP - III runda   | b.d.           | W              | Olimpia Elbląg     | 1:5            | Ostrowski 23', Głębocki 66' 86', Szeliga 70' 78' | awans        | awans        | awans        |
| 3 921140 | 15.08.1992 Poznań     | I Liga - 2 kol.  | 1000           | W              | Olimpia Poznań     | 1:1            | Ostrowski 79'                                    | 13           | 1            | 2:3          |
| 4 931141 | 19.08.1992 Białystok  | I Liga - 3 kol.  | 7000           | D              | Legia Warszawa     | 3:1            | Głębocki 60' 84', Szeliga 83'                    | 7            | 3            | 5:4          |
| 5 941142 | 22.08.1992 Mielec     | I Liga - 4 kol.  | 2696           | W              | Stal Mielec        | 4:1            | Bogusz 31'                                       | 14           | 3            | 6:8          |
| 6 32 | 26.08.1992 Piaseczno  | PP - 1/16        | 2500           | W              | Polkolor Piaseczno | 4:1            | Tomar 63'                                        | odpadnięcie  | odpadnięcie  | odpadnięcie  |
| 7 951143 | 29.08.1992 Białystok  | I Liga - 5 kol.  | 5000           | D              | Ruch Chorzów       | 0:3            |                                                  | 15           | 3            | 6:11         |
| 8 961144 | 02.09.1992 Kraków     | I Liga - 6 kol.  | 2500           | W              | Hutnik Kraków      | 4:0            |                                                  | 16           | 3            | 6:15         |
| 9 971145 | 05.09.1992 Białystok  | I Liga - 7 kol.  | 1500           | D              | Widzew Łódź        | 0:3            |                                                  | 17           | 3            | 6:18         |
| 10 981146 | 12.09.1992 Wrocław    | I Liga - 8 kol.  | 2500           | W              | Śląsk Wrocław      | 2:1            | Ostrowski 86'                                    | 17           | 3            | 7:20         |
| 11 991147 | 26.09.1992 Białystok  | I Liga - 9 kol.  | 3000           | D              | GKS Katowice       | 0:0            |                                                  | 17           | 4            | 7:20         |
| 12 1001148 | 03.10.1992 Poznań     | I Liga - 10 kol. | 8000           | W              | Lech Poznań        | 5:0            |                                                  | 18           | 4            | 7:25         |
| 13 1011149 | 07.10.1992 Białystok  | I Liga - 11 kol. | 1000           | D              | Szombierki Bytom   | 2:3            | J.Szugzda 43' Frankowski 68'(k)                  | 18           | 4            | 9:28         |
| 14 1021150 | 18.10.1992 Bydgoszcz  | I Liga - 12 kol. | 1148           | W              | Zawisza Bydgoszcz  | 4:3            | Szeliga 8' Ambrożej 22' J.Szugzda 86'            | 18           | 4            | 12:32        |
| 15 1031151 | 24.10.1992 Białystok  | I Liga - 13 kol. | 800            | D              | Pogoń Szczecin     | 0:1            |                                                  | 18           | 4            | 12:33        |
| 16 1041152 | 30.10.1992 Kraków     | I Liga - 14 kol. | 3000           | W              | Wisła Kraków       | 6:3            | Ostrowski 19', Jurkowski 61', Ambrożej 68'(k)    | 18           | 4            | 15:39        |
| 17 1051153 | 07.11.1992 Białystok  | I Liga - 15 kol. | 1000           | D              | ŁKS Łódź           | 1:2            | Giedrojć 18'                                     | 18           | 4            | 16:41        |
| 18 1061154 | 13.11.1992 Tarnobrzeg | I Liga - 16 kol. | 4000           | W              | Siarka Tarnobrzeg  | 2:0            |                                                  | 18           | 4            | 16:43        |
| 19 1071155 | 24.11.1992 Białystok  | I Liga - 17 kol. | 1000           | D              | Górnik Zabrze      | 2:2            | Ambrożej 60' 87'(k)                              | 18           | 5            | 18:45        |
| 20 1081156 | 07.03.1993 Lubin      | I Liga - 18 kol. | 2200           | W              | Zagłębie Lubin     | 3:0            |                                                  | 18           | 5            | 18:48        |
| 21 1091157 | 13.03.1993 Białystok  | I Liga - 19 kol. | 1500           | D              | Olimpia Poznań     | 2:1            | Citko'65, Chańko 73'                             | 18           | 7            | 20:49        |
| 22 1101158 | 21.03.1993 Warszawa   | I Liga - 20 kol. | 12000          | W              | Legia Warszawa     | 1:0            |                                                  | 18           | 7            | 20:50        |
| 23 1111159 | 28.03.1993 Białystok  | I Liga - 21 kol. | 1000           | D              | Stal Mielec        | 0:5            |                                                  | 18           | 7            | 20:55        |
| 24 1121160 | 03.04.1993 Chorzów    | I Liga - 22 kol. | 3500           | W              | Ruch Chorzów       | 2:0            |                                                  | 18           | 7            | 20:57        |
| 25 1131161 | 10.04.1993 Białystok  | I Liga - 23 kol. | 700            | D              | Hutnik Kraków      | 0:0            |                                                  | 18           | 8            | 20:57        |
| 26 1141162 | 17.04.1993 Łódź       | I Liga - 24 kol. | 4000           | W              | Widzew Łódź        | 2:0            |                                                  | 18           | 8            | 20:59        |
| 27 1151163 | 21.04.1993 Białystok  | I Liga - 25 kol. | 1500           | D              | Śląsk Wrocław      | 2:2            | Citko 29', Ilski 59'(sam)                        | 18           | 9            | 22:61        |
| 28 1161164 | 01.05.1993 Katowice   | I Liga - 26 kol. | 2000           | W              | GKS Katowice       | 7:1            | Piekarski 65'                                    | 18           | 9            | 23:68        |
| 29 1171165 | 08.05.1993 Białystok  | I Liga - 27 kol. | 800            | D              | Lech Poznań        | 0:5            |                                                  | 18           | 9            | 23:73        |
| 30 1181166 | 12.05.1993 Bytom      | I Liga - 28 kol. | 1000           | W              | Szombierki Bytom   | 2:1            | J.Szugzda 33'                                    | 18           | 9            | 24:75        |
| 31 1191167 | 22.05.1993 Białystok  | I Liga - 29 kol. | 500            | D              | Zawisza Bydgoszcz  | 0:1            |                                                  | 18           | 9            | 24:76        |
| 32 1201168 | 02.06.1993 Szczecin   | I Liga - 30 kol. | 8000           | W              | Pogoń Szczecin     | 3:2            | Romaniuk 53' 84'(k)                              | 18           | 9            | 26:79        |
| 33 1211169 | 06.06.1993 Białystok  | I Liga - 31 kol. | 500            | D              | Wisła Kraków       | 0:1            |                                                  | 18           | 9            | 26:80        |
| 34 1221170 | 12.06.1993 Łódź       | I Liga - 32 kol. | 3591           | W              | ŁKS Łódź           | 5:0            |                                                  | 18           | 9            | 26:85        |
| 35 1231171 | 16.06.1993 Białystok  | I Liga - 33 kol. | 500            | D              | Siarka Tarnobrzeg  | 0:3            |                                                  | 18           | 9            | 26:88        |
| 36 1241172 | 20.06.1993 Zabrze     | I Liga - 34 kol. | 557            | W              | Górnik Zabrze      | 3:2            | Ostrowski 8', Romaniuk 24'                       | 18           | 9            | 28:91        |
| - rozgrywki ligowe, - rozgrywki pucharu polski, - rozgrywki pucharu ligi, - rozgrywki ligi europejskiej, - mecze barażowe lub eliminacyjne, - inne. Liczba meczów w sezonie:1 2 (wszystkie mecze na najwyższym poziomie rozgrywkowym)3 (wszystkie mecze w rozgrywkach ligowych bez baraży) , Puchar Polski: 2 (mecze Pucharu Polski na szczeblu centralnym)3 (wszystkie mecze w Pucharze Polski) |                       |                  |                |                |                    |                |                                                  |              |              |              |

## Mecze towarzyskie
- Od 6 - 17 1992 lipca zgrupowanie w Chełchach na Mazurach.
- 17-18 lipca 1992 turniej z okazji 45-lecia Wigier Suwałki. Wyniki: Stomil - Makabi Wilno 1:0 , Jagiellonia - Wigry 5:2, Makabi - Wigry 6:7, Stomil - Jagiellonia 4:5.
- Od 19 lipca 1992 pobyt w Mińsku (Białoruś).
- Od 15 lutego 1993 turniej o puchar burmistrza Żoliborza - zwycięstwo Jagiellonii.

| Lp. | Data, Kraj, Miasto   | Mecze           | F.   | D/W | Przeciwnik                      | Wynik      | Strzelcy bramek                                                                                         |
| --- | -------------------- | --------------- | ---- | --- | ------------------------------- | ---------- | --- |
| 1 | 23.06.1992 Białystok | tow.            | 4000 | D   | Jagiellonia 87 : Jagiellonia 92 | 5:6        | (92) Grzanka x3, Drągowski, Sołodownikow, Zajączkowski. (87) J.Bayer x2, C.Kulesza, Szulżycki, Czykier. |
| Jagiellonia 1987: Sowiński, D.Bayer, Ostrowski, C.Kulesza, Lisowski, Czykier, J.Szugzda, Bartnowski, J.Bayer, Szulżycki, Jakiel, zmiany: Trudnos, Ambrożej, Romaniuk. Jagiellonia 1992: Dymek, Jurkowski, Ambrożej, Zajączkowski, Manelski, Drągowski, Ostrowski, Romaniuk, Grzanka, Sokol, Sołodownikow, zmiany: Sawicki, Witkowski, Giedrojć, Głębocki. |                      |                 |      |     |                                 |            | |
| 2 | 12.07.1992 Lega      | sparing         | -    | W   | LKS Lega (4 poz.)               | 1:10       | Szeliga 15' 22' 33' Cudnoch 25' 32' Sołodownikow 71' 78' Głębocki 85' 87' Jakiel 17'                    |
| 3 | 14.07.1992 Lega      | sparing         | -    | W   | LKS Lega (4 poz.)               | b.d.       | |
| 4 | 17.07.1992 Suwałki   | turniej         | -    | W   | Wigry Suwałki (3 poz.)          | 2:5        | Szeliga x3, Sołodownikow, J.Szugzda                                                                     |
| 5 | 18.07.1992 Suwałki   | turniej         | -    | W   | Stomil Olsztyn (2 poz.)         | 4:5        | J.Szugzda x3, Głębocki(k), Szeliga                                                                      |
| 6 | ?.07.1992 Mińsk      | tow.            | -    | W   | Dynamo Mińsk (1 poz.)           | b.d.       | |
| 7 | 1.08.1992 Białystok  | tow.            | -    | D   | Polonia Warszawa (2 poz.)       | 3:2        | Szeliga 3' Ambrożej 79' Głębocki 89'                                                                    |
| 8 | 4.08.1992 Białystok  | tow.            | -    | D   | MZKS Wasilków (3 poz.)          | 5:2        | Szeliga 4' Chańko 29' Ambrożej 40' Frankowski 49' Jakiel 71'                                            |
| 9 | 10.02.1993 Białystok | tow.            | -    | D   | Pogoń Siedlce (3 poz.)          | 4:0        | Tomar x2, Drągowski, Z.Szugzda                                                                          |
| 10 | 13.02.1993 Białystok | tow.            | -    | D   | Ursus Warszawa (3 poz.)         | 3:1        | Szeliga, Ostrowski, Głębocki                                                                            |
| 11 | ?.02.1993 Białystok  | turniej (1/2)   | -    | W   | Polkolor Piaseczno (3 poz.)     | 0:7        | Bogusz, Romaniuk, J.Szugzda, Ostrowski, Giedrojć, Szeliga, (sam).                                       |
| 12 | ?.02.1993 Białystok  | turniej (finał) | -    | W   | Bug Wyszków (3 poz.)            | 2:2 (3:5)k | Szeliga x2                                                                                              |
| 13 | 24.02.1993 Białystok | tow.            | -    | D   | Warmia Olsztyn (3 poz.)         | 4:0        | J.Szugzda, Frankowski, Giedrojć, Głebocki                                                               |
| 14 | 2.03.1993 Białystok  | tow.            | -    | D   | MZKS Wasilków (3 poz.)          | 1:2        | Giedrojć                                                                                                |
| 15 | 24.03.1993 Białystok | tow.            | -    | D   | Chemik Grodno (1 poz.)          | 0:2        | |

## Mistrzostwa Polski Juniorów
Drużyna juniorów prowadzona przez trenera Bohdana Kucharskiego w składzie: Dariusz Jurczak, Andrzej Jakiel, Andrzej Jarończyk, Andrzej Matysiuk, Krzysztof Malewski, Paweł Korniluk, Robert Ostrowski, Kamil Kucharski, Artur Kucharski, Grzegorz Bek, Przemysła Skorek, Tomasz Frankowski, Mariusz Piekarski, Maciej Kudrycki, zdobyła brązowy medal mistrzostw Polski.
W fazie półfinałowej w swojej grupie zajęła 2 miejsce, a następnie stoczyła walkę o brązowy medal w dwumeczu z Odrą Opole.
- 4.07.1993, Odra Opole - Jagiellonia 1-1, br.: Piekarski 68'
- 7.07.1993, Jagiellonia - Odra Opole 4-3,  br.: Frankowski 18' 58' Malewski 11' Ostrowski 71'